# Aditya Joshi
Aditya Joshi (* 7. August 1996) ist ein indischer Badmintonspieler.

## Karriere
Aditya Joshi startete 2012, 2013 und 2014 bei den Badminton-Juniorenweltmeisterschaften. 2012 und 2014 war er auch beim India Open Grand Prix Gold am Start, wobei er bei der Teilnahme 2014 bis in die zweite Runde des Hauptfeldes vordringen konnte. 2011 gewann er das Ramenskoe Juniors, 2013 das Indian Juniors.